# Quanzhou
Quanzhou (in cinese 泉州; in pinyin Quánzhōu) è una città con status di prefettura della provincia del Fujian, in Cina. La popolazione del territorio amministrato da Quanzhou ammonta a 8 782 285 abitanti.
Il sito dell'attuale Quanzhou è abitato ininterrottamente a partire dal Neolitico, fu insediato da popoli Min e successivamente Yue, rispettivamente nel primo e tardo periodo Zhou. Ricevette il nome attuale nel 711, nel periodo Tang, e venne elevata a capitale dell'omonima provincia (zhou, 州).

La città divenne un fondamentale nodo della via della seta marittima a partire dal periodo dei Song meridionali, a causa della vicinanza con la capitale Hangzhou, e vede la formazione di una comunità di mercanti stranieri principalmente di religione musulmana, ma anche induista, cristiana, e manichea. 
La libertà religiosa continuò ad essere garantita dagli imperatori mongoli, che in conformità con la politica di escludere per quanto possibile i cinesi di etnia Han dalle posizioni amministrative, affidarono il governo cittadino a membri della comunità mercantile musulmana. Quanzhou fu visitata in quest'epoca da esploratori da occidente come Ibn Battuta, Marco Polo, e Odorico da Pordenone.
In seguito a un decennio di conflitti tra gruppi di potere all'interno della comunità musulmana, che sfociarono in una rivolta contro la dinastia Yuan, e soprattutto a causa dell'interdizione marittima o Haijin (海禁) promossa dalla dinastia Ming, a partire dal XIV secolo Quanzhou cessò definitivamente di essere un importante centro di scambi e dunque perse il suo vibrante assetto multietnico. Durante la guerra civile cinese, l'attuale municipalità fu interamente occupata il 24 novembre 1949, ed il governo cittadino venne ufficialmente stabilito il primo gennaio del 1951.
Attualmente Quanzhou è un importante centro manufatturiero dell'industria tessile, soprattutto nel settore delle calzature, concentrato nelle citta di Shishi e Jinjiang, il cui valore prodotto ammontava a 7 miliardi di euro nel 2006.
Proprio a causa della sua importanza come nodo di scambi internazionale e per la sua natura cosmopolita in epoca Song e Yuan, Quanzhou è stata nominata Patrimonio dell'Umanità dall'UNESCO nel 2021, con il nome "Quanzhou: emporio del mondo nella Cina Song-Yuan".

## Geografia fisica
Il nucleo del centro urbano è situato sulle sponde del fiume Jin, in una penisola compresa fra questo fiume ed il fiume Luo a Est. Entrambi i fiumi confluiscono nella baia di Quanzhou, un'area dal fondale molto basso e costellata da isolotti e varie insenature.
Il territorio prossimo alla costa è per lo più pianeggiante, fatta eccezione per il Monte Qingyuan nel distretto di Fengze, che ha tra l'altro indirizzato lo sviluppo urbano verso Sud nella città di Jinjiang. Al contrario, i distretti di Dehua, Yongyuan e Anxi, situati nell'entroterra, sono collinari e montuosi.
Proprio nel distretto di Dehua è situata la vetta più alta della prefettura, il Monte Daiyun (戴云山), che raggiunge un'altitudine di 1856 metri.
La zona costiera è fortemente affetta dall'inquinamento dovuto alle attività industriali, e i sedimenti nella baia di Quanzhou mostrano elevate concentrazioni di rame, zinco, piombo, cadmio, cromo, nichel e mercurio. Le conseguenze dell'inquinamento, dell'acquacoltura, e della diffusione della spartina, una specie invasiva in Cina, costituiscono un pericolo per le mangrovie presenti nella baia, sebbene gli sforzi di conservazione ambientale siano finora fruttuosi, e nel periodo 1990-2017 l'area coperta da mangrovie sia aumentata di 2,48 km².

## Storia

### Storia Antica
Il sito di Quanzhou fu abitato sin dal neolitico, e reperti archeologici nel distretto di Nan'an testimoniano un livello avanzato di lavorazione del bronzo già dal'epoca della Dinastia Zhou.
Il territorio era abitato principalmente da popoli Yue, successivamente, durante il Periodo dei Tre Regni, numerosi coloni Han si stanziarono a Quanzhou per sfuggire ai tumulti e alle guerre che caratterizzavano il III secolo.
A questo periodo e a quello successivo alla riunificazione da parte della dinastia Jìn risalgono i templi di Baiyun e Jianzao, così come numerose tombe portate alla luce dagli archeologi, caratterizzate da mattoni la cui fattura mostra chiare influenze delle popolazioni Han delle pianure centrali.

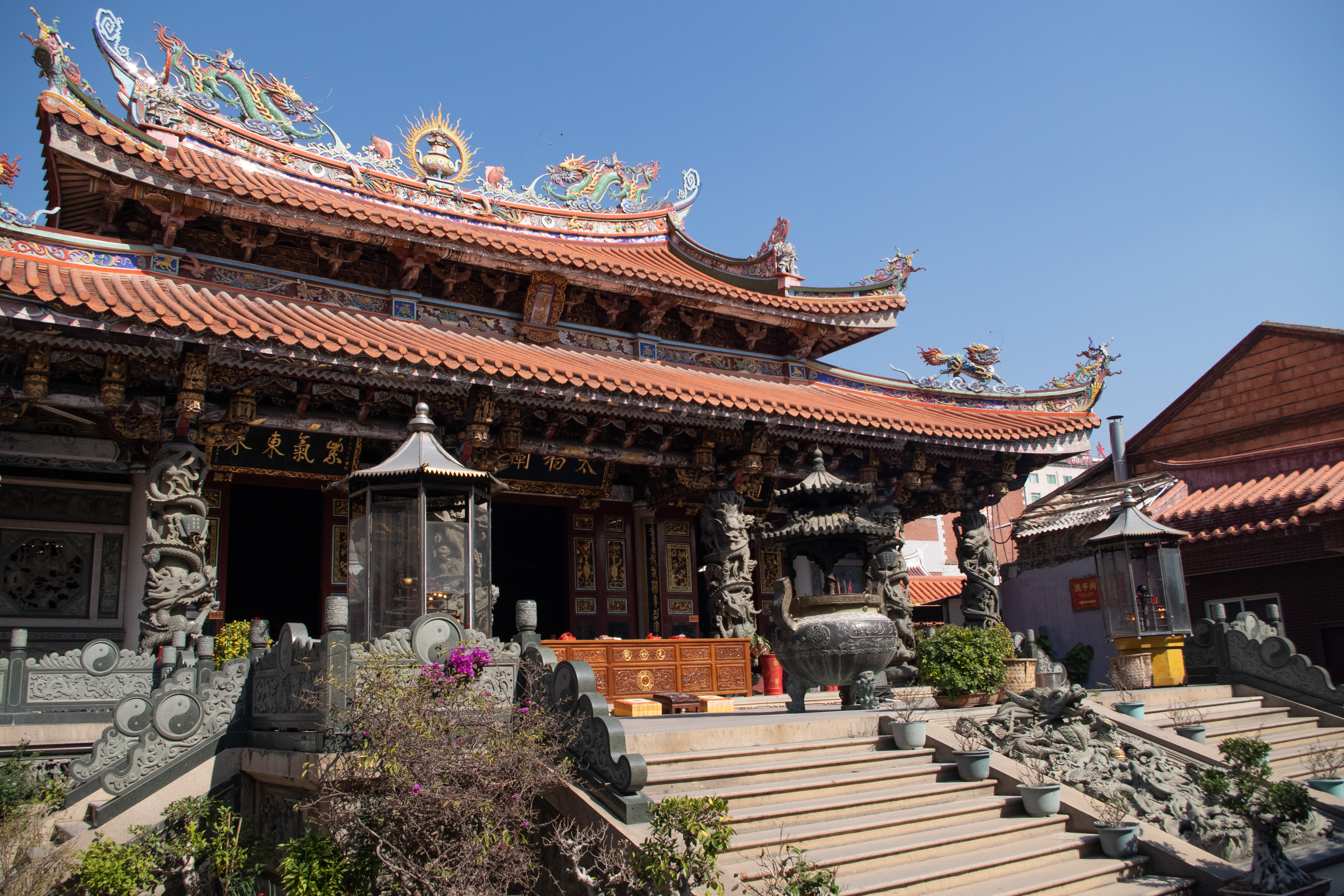
Tempio Yuanmiao, risalente all'inizio della dinastia Jin

Sembra che già dal VI secolo la città, allora denomminata Zicheng, intrattenesse relazioni commerciali con porti dell'Asia Meridionale, dal momento che il monaco indiano Kulanatha raggiunse la Cina approdando proprio a Quanzhou.

### Dinastia Tang e Song
Sotto la dinastia Tang, sebbene fosse ancora un porto poco frequentato, e la città fosse di dimensioni piuttosto ridotte, coprendo un'area di 90 ettari, questa venne rinominata Quanzhou e venne designata capitale dell'omonima prefettura nel 711, nel 718 acquisì autorità sulle contee di Nan'an e Jinjiang e nell'811 fu promossa da prefettura di medio livello (zhongzhou. 中州) a prefettura di primo livello (shangzhou, 上州).
Durante i decenni di caos che precedettero la caduta della dinastia Tang, Quanzhou fu attaccata da un gruppo di guerrieri capeggiato dai fratelli Wang Chao, Wang Shengui, Wang Shenzhi e Wang Yanfu, le mura furono prese d'assalto e cadde nell'886, dopo un assedio durato un anno, e Wang Chao si proclamò prefetto, titolo che l'ormai debole imperatore Tang non poté far altro che confermare. Nell'893 Wang Chao conquistò anche Fuzhou, e le restanti prefetture del Fujian gli giurarono fedeltà. Quando morì, nell'898, gli succedette suo fratello Shenzhi, il quale nel 909, dopo la caduta definitiva della dinastia Tang, si fregiò del titolo di Principe del regno di Min, con capitale a Fuzhou.
Suo fratello Yanfu, nel frattempo, rimase a Quanzhou come prefetto nominato da Wang Chao, e fu poi succeduto nell'894 da suo fratello Shengui. La città, sebbene fosse formalmente parte dello stato di Min, rimase sostanzialmente autonoma e fuori dall'autorità di Fuzhou, e Shengui stesso governò come se fosse principe, tant'è vero che gli succedette suo figlio Yanbin.
Dopo la morte del principe Shenzhi nel 925, lo stato di Min fu afflitto da una serie di conflitti interni e collassò nel 945, ma Quanzhou fu risparmiata dalle devastazioni, e presto Liu Congxiao, proveniente da una famiglia di proprietari terrieri locali, organizzò un'armata privata per mantenere l'ordine pubblico e si autoproclamò governatore. Alla sua morte, nel 962, fu succeduto dal suo luogotenente Chen Hongjin, che stabilì relazioni con la neonata dinastia Song, al cui imperatore giurò fedeltà nel 978.
Durante la dinastia Song, la città crebbe notevolmente di importanza a causa del rapido incremento dei traffici commerciali: la dinastia non ebbe mai il pieno controllo delle rotte della via della seta terrestre, e dunque le relazioni commerciali con l'occidente erano intrattenute principalmente via mare. Quanzhou si e vide la formazione di una prima comunità stabile di mercanti stranieri e di origine straniera provenienti dal medio oriente, che assunse il controllo dei traffici marittimi. Tra i prodotti locali che venivano venduti ed esportati nel porto di Quanzhou, un ruolo prominente era occupato dalle ceramiche del Fujian prodotte in circa 170 siti di produzione all'interno della prefettura, specialmente nella contea di Dehua. 
Alcune condizioni, come i costi del lavoro e delle materie prime, e la frequenza di tifoni e alluvioni sul litorale, fecero sì che la produzione fosse concentrata nell'entroterra, lungo il corso del fiume Jin, ma essa fu indissolubilmente legata al porto e orientata all'esportazione.
L'organizzazione del lavoro e degli investimenti delle fornaci aveva caratteristiche quasi capitalistiche, vista la scala di produzione (1600 lavoratori per fornace, senza contare gli addetti alle materie prime e al legname).
La prosperità della città era indissolubilmente legata al volume dei traffici commerciali e al successo dei mercanti nel vendere la propria merce. Agli inizi del XIII secolo, l'economia cinese fu colpita da una crisi dovuta alla riduzione della circolazione di valuta metallica, e al conseguente deprezzamento delle banconote emesse dal governo imperiale: per finanziare le campagne militari a Nord, l'amministrazione richiedeva pagamenti di tasse in monete di rame, ed effettuava i pagamenti in banconote. Per aumentare la quantità di monete, ne vennero coniate di nuove con minore contenuto metallico. Tutto questo portò a una riduzione del potere d'acquisto e della competitività dei mercanti cinesi rispetto a quelli stranieri.

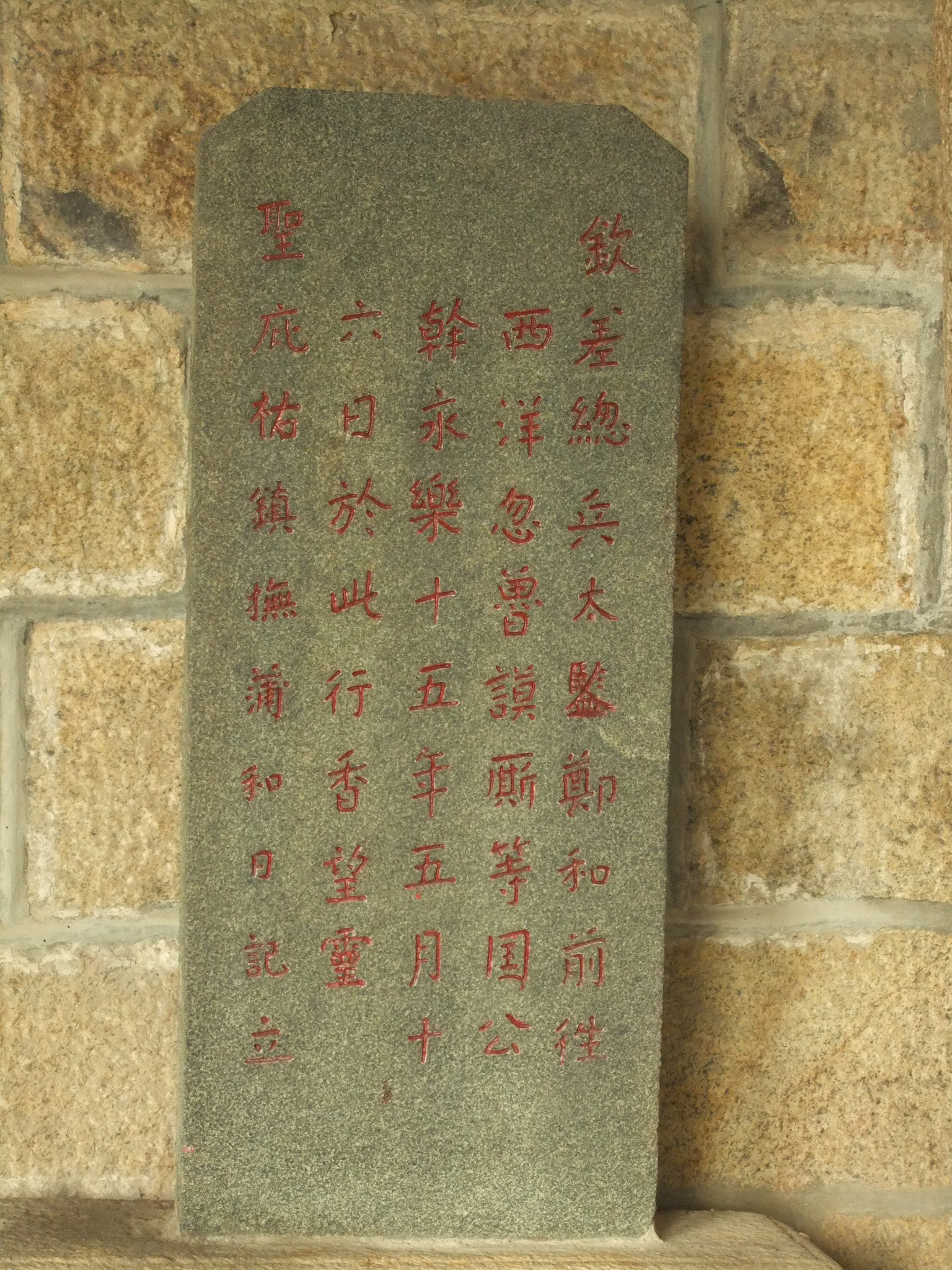
Stele commemorativa fatta erigere da Zheng He nel cimitero islamico di Lingshan nel 1417

### Dinastia Yuan
Fino all'epoca Song, il traffico commerciale con l'estero era regolato dall'ufficio del Sovrintendente Commerciale (Shibosi 市舶司) a Canton, ma nel 1087 venne aperto un ulteriore ufficio a Quanzhou, che si affermò definitivamente come secondo porto del paese. Durante gli anni finali della dinastia Song, questo ufficio era tenuto da Pu Shougeng (蒲寿庚), che si unì ai mongoli invasori e chiuse le porte alla corte dell'imperatore Song in fuga, cedendo Quanzhou ai mongoli. 
Si ritiene che Pu appartenesse ad una famiglia musulmana originariamente stabilitasi a Canton, e che il cognome Pu sia un adattamento della parte iniziale della kunya araba Abu ("padre di"). Egli venne in seguito promosso dalla neo fondata dinastia Yuan a un ruolo nel governo della provincia del Fujian, come ricompensa per il supporto ricevuto e in ottemperanza alle politiche della dinastia, che miravano ad allontanare i cinesi Han dall'amministrazione.
Un altro musulmano, tale Baha ad-Din Qunduzi, fu nominato governatore della città.
Quanzhou divenne allora anche nota con il nome di Zayton, nome con il quale i mercanti arabo-persiani e la popolazione musulmana locale si riferivano ad essa. Il nome ha origine durante il Periodo delle Cinque Dinastie, durante il quale il governatore Liu Congxiao (906-962) ricostruì le mura cittadine e le circondò di alberi di Erythrina variegata (in cinese Citong, 刺桐), motivo per cui i cittadini soprannominarono la città Citong.
Il nome passò all'arabo con la forma Zayton (زيتون) o Medinat al-Zayton (مدينة الزيتون), letteralmente città dell'olivo, sebbene questo albero non abbia nessuna relazione con l'etimologia.
Con una corruzione del nome di Zayton la città è citata da Marco Polo nel suo Milione:
(cap. 153 Di Zart[om])
Da lì nel 1292 partì a bordo di una nave per il suo viaggio di ritorno a Venezia.
Nel 1342, il viaggiatore marocchino Ibn Battuta disse di aver visto nel porto di Quanzhou migliaia di grandi navi e un numero immenso di barche. Egli visitò la città e riportò la presenza di un quartiere dedicato ai mercanti musulmani e registrò un incontro con il qadi locale e lo sheikh al-Islam, notando che la popolazione musulmana era totalmente rispettata dal resto della popolazione. In quell'epoca, infatti, la città era meta di moltissimi mercanti, missionari e viaggiatori stranieri, soprattutto arabi e persiani. Quanzhou si era evidentemente più che ripresa dalla crisi economica che l'aveva colpita al tramonto della dinastia Song. 
Un secondo gruppo di musulmani, in gran parte persiani entrati in Cina al seguito delle armate mongole che rientravano dalle campagne militari in Asia Centrale e in Persia, si stabilì permanentemente nella città. Questo gruppo prese il nome di Yisibaxi (亦思巴奚), dalla parola persiana per soldato, sepāhī (سپاهی‎). In quel periodo Quanzhou era tra l'altro soprannominata Hui bancheng (回半城) ad indicare, probabilmente esagerando, che la popolazione cittadina era per metà musulmana.
Alcune iscrizioni datate aprile 1281 portate alla luce nel 1956 testimoniano anche la presenza di una comunità mercantile di lingua tamil, nell'iscrizione è testimoniata l'installazione di un'immagine di Shiva sanzionata da uno dei figli di Kubilai Khan. Nel corso del XIV secolo la città fu anche sede di una diocesi di rito latino, amministrata da missionari francescani (ca. 1308-1370). 

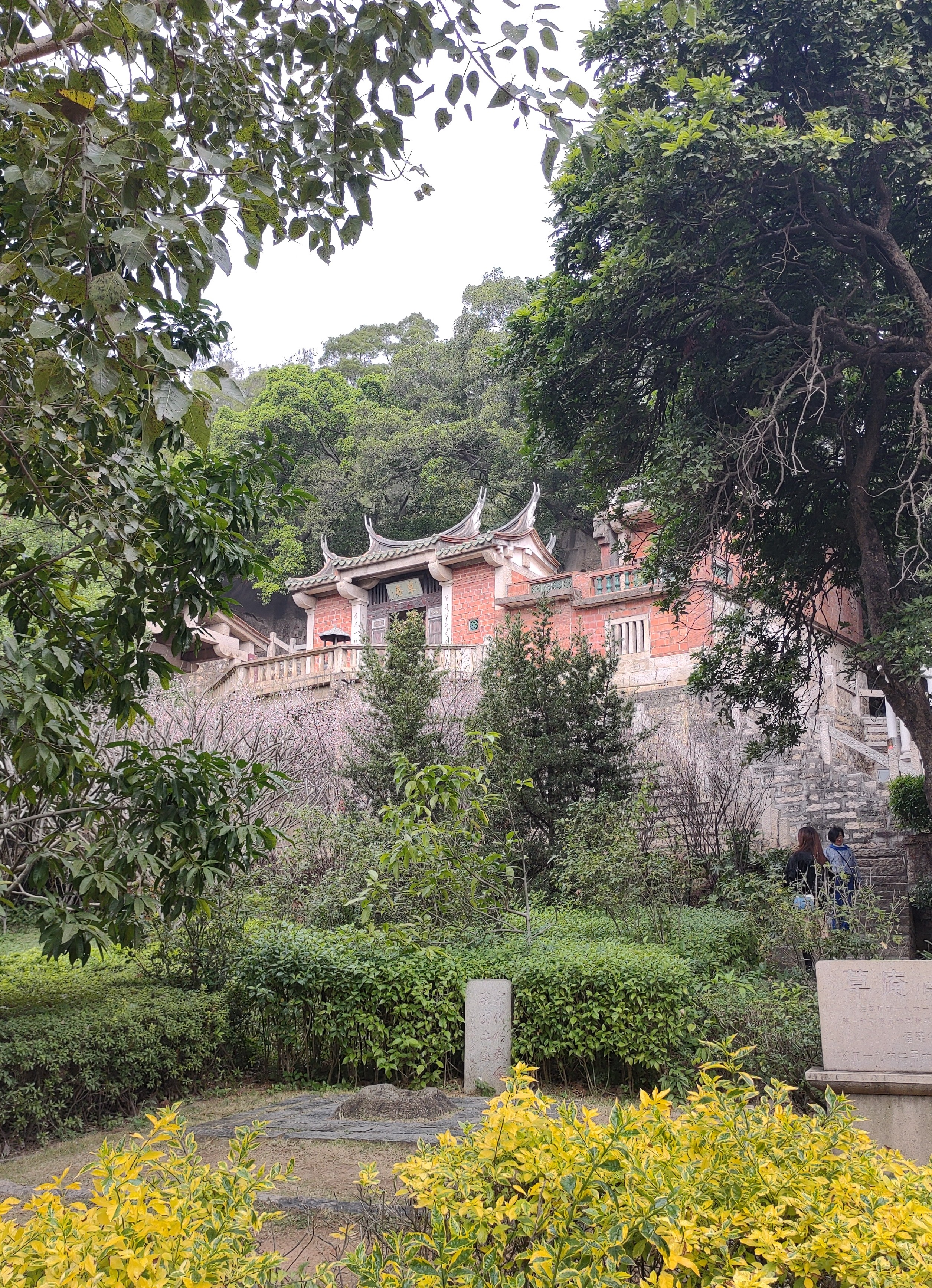
Tempio manicheista di Cao'an. Il manicheismo era una delle numerose religioni minoritarie praticate liberamente in epoca Yuan

La popolazione di origine persiana era alleata, e forse faceva parte, della guarnigione straniera che i mongoli avevano fatto stazionare nel centro abitato. Durante gli ultimi anni della dinastia, quando numerose ribellioni scoppiarono su tutto il territorio cinese, anche queste truppe si ribellarono al potere centrale, scatenando una rivolta detta, appunto, dei Sipahi (yixibaxi bingluan, 亦思巴奚兵乱). Le ragioni della defezione sono poco chiare, ma sembra che queste truppe stessero in origine sopprimendo delle rivolte su ordine dell'imperatore Yuan Huizong, quando nel 1357 i capi della guarnigione, Amir ad-Din e Sayf ad-Din, ordinarono un ammutinamento.
A quel punto la situazione sprofondò nel caos, e per dieci anni i Sipahi entrarono in conflitto con la corte per espandere i privilegi commerciali, e furono anche consumati da lotte intestine, nelle quali furono coinvolte le forze persiane di altre guarnigioni del Fujian.
La ribellione fu infine sedata nel 1366 dall'armata cinese guidata da Chen Youding, e nel 1375 le truppe ribelli della dinastia Ming entrarono in città, segnando la fine dei tumulti. Entrambi gli eventi furono seguiti da diffusi massacri della popolazione musulmana.

### Epoca Moderna
Il periodo di splendore della città terminò quindi bruscamente, e sotto le dinastie Ming e Qing, nonostante l'ordine fosse stato definitivamente rispristinato, Quanzhou si limitava a essere un porto di importanza secondaria, e la popolazione straniera scomparve quasi del tutto.
Negli anni successivi alla proclamazione della Repubblica, quando il potere centrale detenuto dal governo Beiyang era molto debole e il paese era diviso tra vari signori della guerra in costante conflitto tra loro, Quanzhou cadde sotto il dominio della cricca di Zhili, che comprendeva gran parte della Cina centro-orientale. Durante la spedizione del Nord lanciata dal Kuomintang contro il governo Beiyang e i signori della guerra suoi alleati nel 1926, la Prima Armata dell'Esercito di Liberazione Nazionale guidata da He Yingqin occupò il Fujian, costringendo le truppe della cricca di Zhili alla rotta.
Da quel momento la città rimase sotto il controllo del Kuomintang guidato da Chiang Kai-Shek anche durante la Seconda guerra sino-giapponese, dal momento che i giapponesi, dopo aver conquistato Fuzhou e Xiamen, non riuscirono ad avanzare oltre nella provincia. La città venne infine catturata dai comunisti nelle fasi finali della Guerra civile cinese, il 24 novembre 1949.

## Geografia antropica
Il nucleo urbano più antico, situato nell'attuale distretto di Licheng e denominato Zicheng in epoca Tang, consisteva in un'area quadrata che copriva un'area di 0,75 km² circondata da mura, con quattro porte corrispondenti ai punti cardiali, connesse da strade perpendicolari. Dopo aver raggiunto un'area di 7,5 km², ed essere stata circondata da altre due cinte murarie in epoca Song, lo sviluppo si arrestò nel corso del periodo Ming e Qing.
A partire dagli anni 80 la Quanzhou conobbe un rapido periodo di industrializzazione, con scarso riguardo per la pianificazione dello sviluppo urbano.
Un primo tentativo di pianificazione si ebbe con il Piano Generale del 1995, che sancì la creazione di sette agglomerati autosufficiente e specializzati, oltre al centro cittadino. Il Piano Generale del 2008, l'ultimo a oggi, ha una portata di 2980 km² e si pone l'obiettivo di costruire una area metropolitana moderna, allontanando le zone industriali ai margini della "Zona Costiera Centrale", e di creare una rete di trasporto pubblico capace di garantire lo spostamento tra i centri dei distretti di Licheng, Fengze, Luojiang, Jinjiang, Shishi, Nan'an, Hui'an in un tempo massimo di trenta minuti.

### Suddivisioni amministrative
La prefettura di Quanzhou è a sua volta divisa in 12 suddivisioni a livello di contea: 4 distretti, 3 città e 5 contee. Questa lista include la contea di Quemoy, contesa con e attualmente controllata da Taiwan.
| Map | Map                 | Map           | Map                | Map | Map | Map |
| --- | ------------------- | ------------- | ------------------ | --- | --- | --- |
| Licheng Fengze Luojiang Quangang Contea di Hui'an Contea di Anxi Contea di Yongchun Contea di Dehua Città di Shishi Città di Jinjiang Città di Nan'an Contea di Quemoy* Nota: La contea di Quemoy o Jinmen è rivendicata dalla Repubblica Popolare Cinese, ma si trova sotto il controllo di Taiwan |                     |               |                    |     |     |     |
| Nome | Cinese semplificato | Pinyin        | Popolazione (2020) |     |     |     |
| Distretto di Licheng | 鲤城区              | Lǐchéng Qū    | 428 361            |     |     |     |
| Distretto di Fengze | 丰泽区              | Fēngzé Qū     | 698 557            |     |     |     |
| Distretto di Luojiang | 洛江区              | Luòjiāng Qū   | 247 172            |     |     |     |
| Distretto di Quangang | 泉港区              | Quángǎng Qū   | 354 296            |     |     |     |
| Città di Shishi | 石狮市              | Shíshī Shì    | 685 930            |     |     |     |
| Città di Jinjiang | 晋江市              | Jìnjiāng Shì  | 2 061 551          |     |     |     |
| Città di Nan'an | 南安市              | Nán'ān Shì    | 1 517 514          |     |     |     |
| Contea di Hui'an | 惠安县              | Huì'ān Xiàn   | 1 030 626          |     |     |     |
| Contea di Anxi | 安溪县              | Ānxī Xiàn     | 1 003 599          |     |     |     |
| Contea di Yongchun | 永春县              | Yǒngchūn Xiàn | 422 531            |     |     |     |
| Contea di Dehua | 德化县              | Déhuà Xiàn    | 332 148            |     |     |     |
| Contea di Quemoy (contesa) | 金门县              | Jīnmén Xiàn   | 127 723            |     |     |     |

## Società

### Evoluzione demografica
La popolazione di Quanzhou ammonta a 8 782 285 abitanti secondo il censimento del 2020, di cui 6 012 651 (il 68.5%) risiede nell'area urbana, e i restanti 2 769 634 (31.5%) nell'area rurale.
Quanzhou, come il resto del Fujian, è il luogo d'origine di numerosi cinesi d'oltremare, emigrati specialmente verso Taiwan, Singapore, Filippine, Malaysia e Indonesia.
La popolazione di Taiwan in particolare è in gran parte costituita da discendenti di coloni provenienti dal Fujian, di cui circa il 9 milioni o il 44% ha Quanzhou come terra ancestrale.

### Minoranze etniche
A Quanzhou sono presenti tutti i 56 gruppi etnici riconosciuti ufficialmente dalla Repubblica Popolare. Gli Han ne costituiscono la stragrande maggioranza, e 229 000 abitanti, ovvero di 2.6%, appartengono ai 55 gruppi etnici minoritari. I maggiori tra questi sono rappresentati da Hui, She, Miao e Hakka.

### Lingue e dialetti
Oltre al cinese standard, a Quanzhou la lingua min è ampiamente usata come lingua vernacolare, ed è talvolta utilizzata negli annunci sui mezzi pubblici, congiuntamente al cinese.

## Economia
Quanzhou ha tratto enormi benefici dalle riforme economiche di Deng Xiaoping, e l'economia privata, assieme all'aumento delle esportazioni, hanno trainato la crescita economica della città negli ultimi decenni. 
Oggi Quanzhou esporta prodotti agricoli tra cui tè, banane, lychee, e riso, prodotti industriali, principalmente prodotti tessili e di abbigliamento, calzature, macchinari, imballaggi, carta e prodotti petrolchimici, e varie cave estraggono granito, utilizzato come materiale da costruzione sin dalla dinastia Tang.
Il Prodotto Interno Lordo nel 2022 ammontava a 157,24 miliardi di Euro, un incremento del 3.5% rispetto all'anno precedente. 
Il maggior contributo alla produzione è dato dal settore industriale, che costituisce il 56.8% del PIL, seguono i servizi (41.1%), e infine, molto distante. il settore primario (2.1%).
L'inflazione registrata nel territorio nel 2022 era pari all'1.4%.

## Luoghi d'interesse

### Moschea della Pace e della Purezza

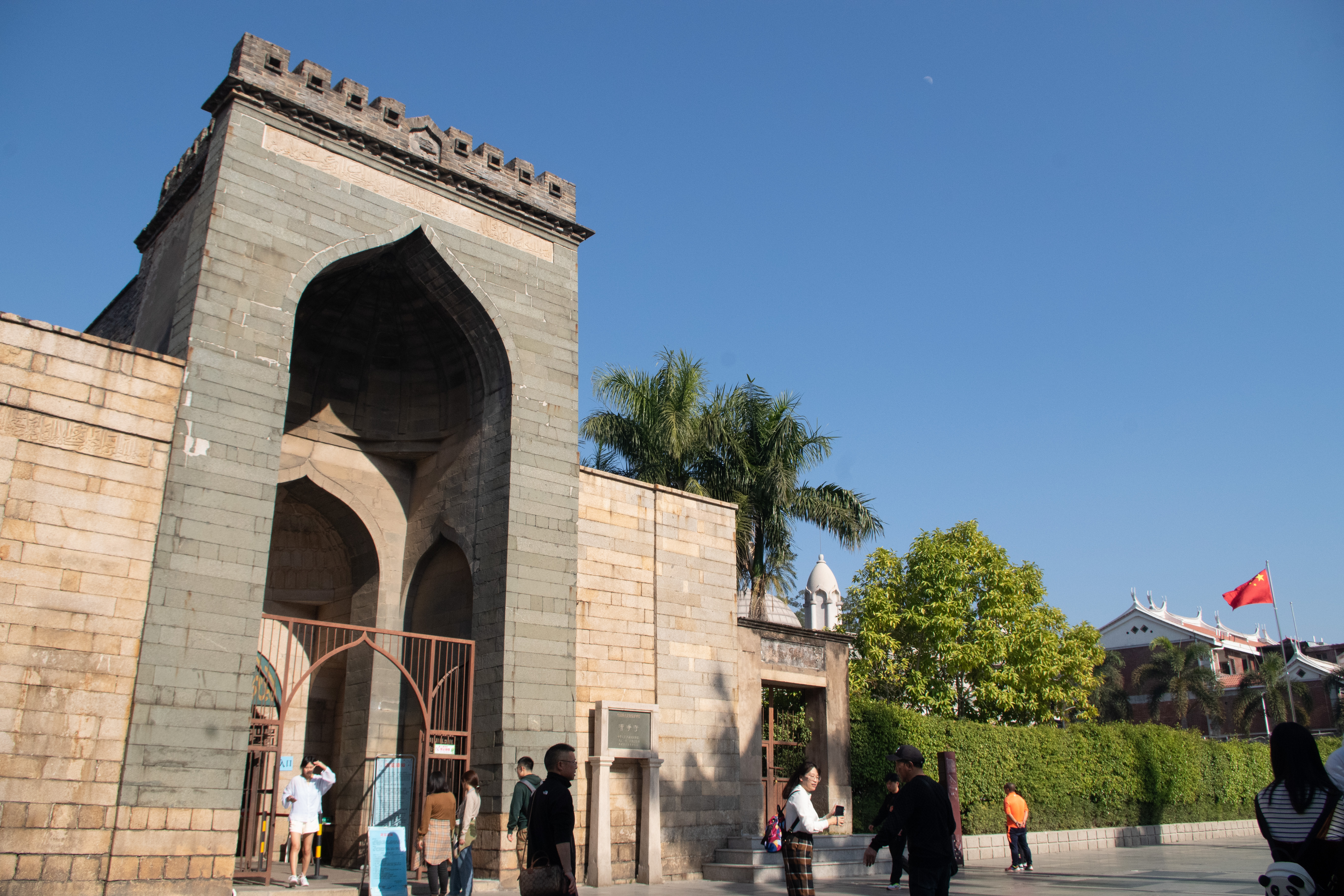
Moschea della Pace e della Purezza

La Moschea della Pace e della Purezza (Cinese: 清净寺; pinyin: Qīngjìngsì) si trova in Tumen Jie, nella parte sudorientale del centro storico.
Costruita nel 1009-10 e originariamente denominana Moschea dei Compagni, caratterizzata da una sala di preghiera il cui soffitto è supportato da dodici colonne in quattro file da tre, venne restaurata nel 1310 sotto la supervisione di un architetto da Shiraz (设拉子 o Shelazi nelle iscrizioni). La facciata, in granito, presenta in effetti un iwan decisamente ispirato dall'architettura persiana.
All'interno vi sono conservati alcuni brani del Corano incisi su pietra in arabo antico, testimonianza dei fitti traffici e contatti della città con paesi lontani.
Dato che si tratta tradizionalmente della seconda moschea più antica del paese, dopo quella di Guanzhou, è sempre stata trattata con rispetto e protette dalle autorità, sia locali che centrali. Su una lastra in pietra conservata all'interno è riportata una ordinanza dell'imperatore Ming Chengzu, datata 1407, in cui si impone la protezione dell'edificio e il rispetto dell'islam.
Nel XIV secolo, a Quanzhou vi erano forse altre quattro moschee, non sopravvissute fino ai giorni nostri. La seconda più antica, denominata Moschea della Pace e della Purezza, nome che poi sarebbe finito per indicare quella attuale, fu costruita con certezza nel 1131. Anche un'altra moschea risalirebbe al XII secolo, mentre altre due sarebbero state edificate nel XIV secolo.

### Cimitero islamico di Lingshan

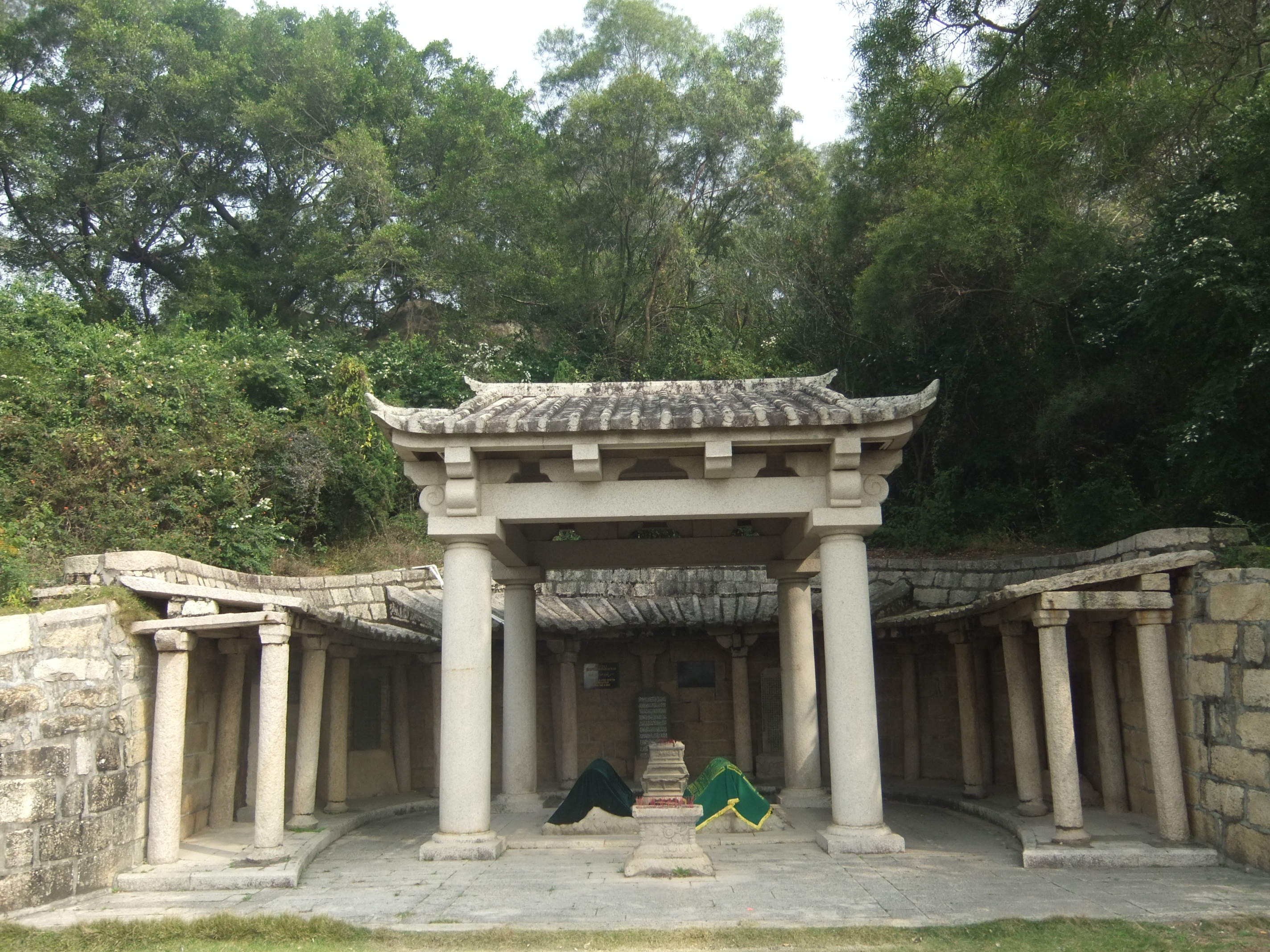
Tomba dei Due Virtuosi

A nord-est del centro storico sorge un cimitero islamico, le cui prime tombe, dette dei "due virtuosi", vengono tradizionalmente fatte risalire a due dei quattro missionari che Maometto avrebbe inviato in Cina nel settimo secolo, per iniziare le attività di proselitismo. Nel corso degli anni le due tombe sono state arricchite da un padiglione e coronate da un porticato su tre lati. Nel corso dei secoli il cimiteri si è arricchito di tombe di abitanti musulmani, ma anche cristiani, a partire dai membri della famiglia Ding, ed è utilizzato ancora oggi.
Sul sito sono presenti cinque steli, che testimoniano i restauri avvenuti sotto le dinastie Yuan e Ming. La datazione iniziale del cimitero sarebbe quindi da fissare al più tardi in epoca Song, se non addirittura in epoca Tang.
Una stele commemora la visita nel 1417 dell'ammiraglio Zheng He, anch'egli musulmano.

### Tempio del Principio

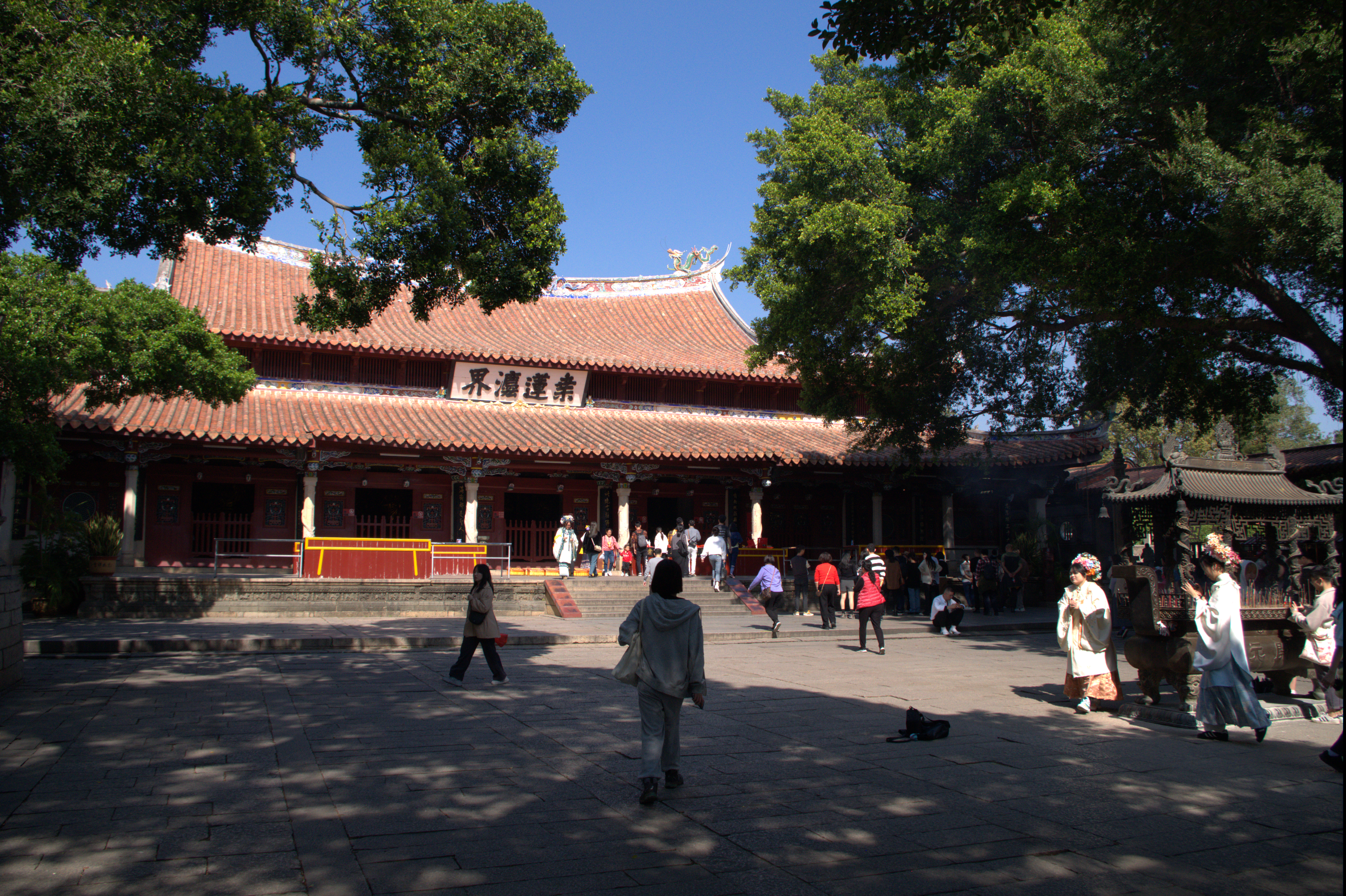
Sala di Sakyamuni

Situato nella parte nordoccidentale della città antica, risale al 686 d.C., si tratta di uno dei più grandi templi buddisti della provincia del Fujian. Le figure al centro della venerazione sono i cinque Tathāgatha, espressione del buddismo esoterico cinese. Nel corso dei secoli è stato ampliato e arricchito di nuovi edifici, e al giorno d'oggi occupa una vasta superficie di oltre 3 ettari. Originariamente fondato con il nome di tempio Xingjiao, cambiò il nome in tempio Longxing nel 704, ed assunse quello attuale nel 738, quando il primo imperatore Tang Xuanzong ordinò che ogni capoluogo di prefettura dovesse costruire un nuovo tempio che testimoniasse l'inizio della nuova era (Kaiyuan), portandone il nome. Quanzhou poté semplicemente rinominare il tempio, già tra i più importanti del Fujian, invece di costruirne uno nuovo.
Il principale edificio (Daxiong Baodiam o "Sala di Sakyamuni") fu ricostruito durante il periodo Ming (1368-1644) sulla precedente costruzione del 686. È alto circa 20 m e sulle travi si trovano 24 statue rappresentanti musici buddisti. Il piedistallo di una colonna è ornato con una sfinge, traccia che collega la costruzione al mondo Mediterraneo. Nella parte posteriore del tempio, su un altare, si può ammirare la statua della Dea della Misericordia dalle Mille Braccia, dove ogni braccio è diverso dagli altri.
Davanti al tempio sorgono due pagode di pietra del XIII secolo: la Pagoda Zhenguo (Domare il Paese), costruita tra il 1238 e il 1248, è alta 48,27 m con 5 piani a pianta ottagonale, mentre la Pagoda Renshou (Benevolenza e Longevità), costruita tra il 1228 e il 1237, è alta 45,06 m ed ha una struttura simile alla precedente. La differenza di altezza è intenzionale ed è legata a considerazioni di feng shui. Entrambe le pagode sostituirono precedenti pagode di legno, rispettivamente erette per la prima volta nell'866 e nel 916.
Il complesso presenta alcuni esoticismi ispirati dall'arte e dall'architettura indiana, come l'utilizzo di colonne di pietra in edifici di legno, usanza che si diffuse solo più tardi nell'epoca Tang, e la presenza di alcune incisioni nel Palazzi Ziyun all'interno del complesso, che raffigurano storie tratte dalla mitologia induista (Visnu in sella a un uccello, o che trae in salvo un elefante da un croccodillo, oppure Krishna che ruba gli abiti dalle ragazze nel fiume Yamuna) e ad imitazione dello stile indiano. Questi elementi furono notati e studiati dallo storico dell'arte tedesco Gustav Ecke.
Il tempio fu danneggiato e restaurato varie volte: dopo i tumulti che seguirono la caduta della dinastia Tang, Wang Shenghui del Regno Min ordinò la ricostruzione della Sala di Sakyamuni, la costruzione di due statue che avrebbero affiancato quella principale, e della seconda pagoda di legno, in seguito sostituita dalla Pagoda Renshou.
Gli edifici di legno del complesso furono nuovamente distrutti da un incendio nel 1155, e ancora durante la caduta della dinastia Yuan nel 1357.

### Ponte Luoyang
Il Luoyang Qiao (洛阳桥), che fu costruito tra il 1053 e il 1059, si trova a circa 10 km a nord-est del centro cittadino. Il ponte è lungo 843 m e largo 7 m; a metà del ponte vi è un padiglione, ricoperto di mattonelle, alcune con iscrizioni di oltre 1 000 anni fa. I 46 piloni fanno parte della struttura originale del ponte, che fu seriamente danneggiato dal terremoto del 1607.

### Monte Qingyuan

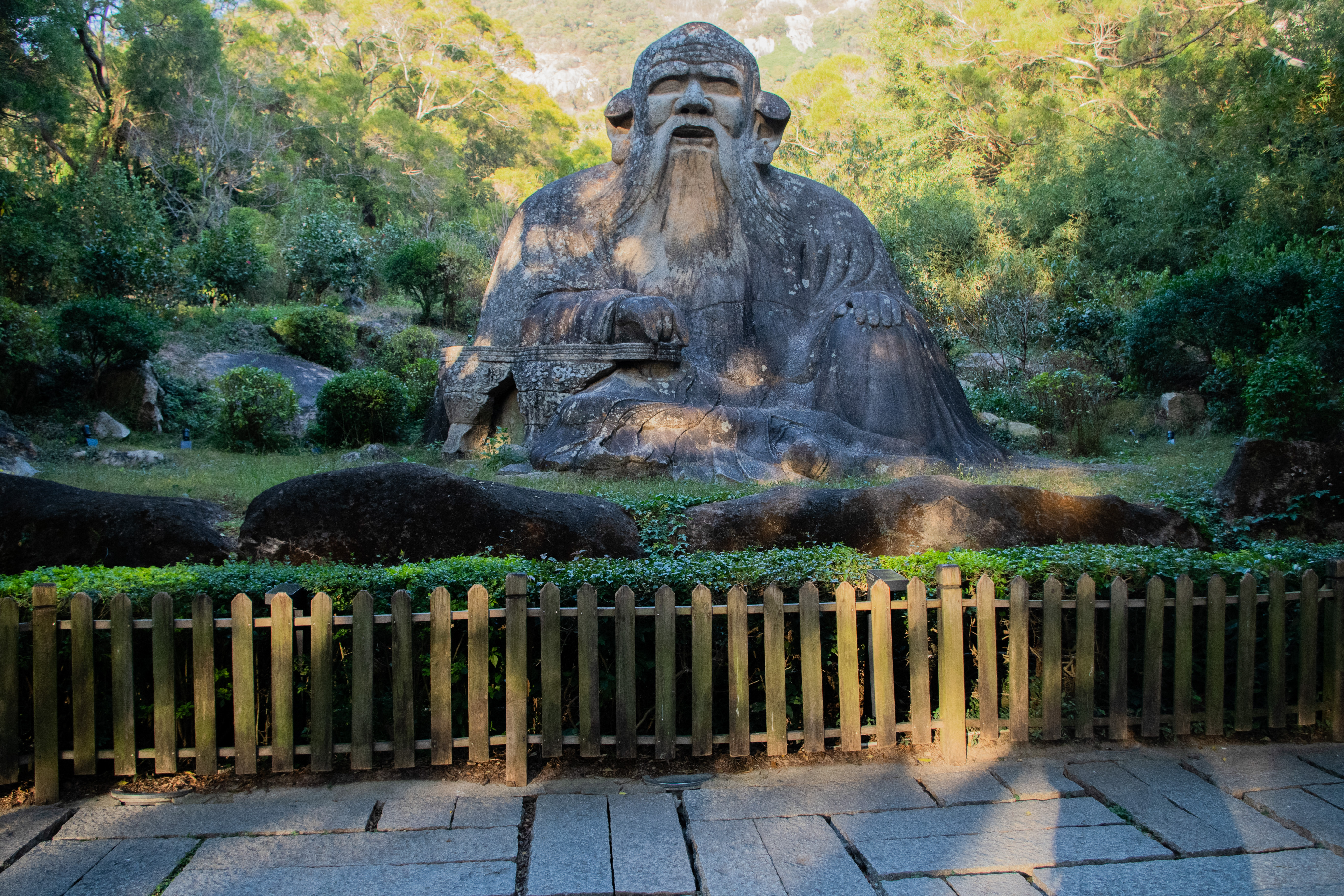
Statua di Laozi sul Monte Qingyuan

Pochi chilometri a nord del centro storico si erge il Monte Qingyuan, sul quale sono situati vari siti religiosi buddhisti, tra cui templi e rilievi o incisioni su roccia, il più importante dei quali raffigura una triade buddhista. Ai piedi del monte c'è una grande statua di Laozi ricavata da una sola roccia di granito, forse un tempo parte di un più grande complesso taoista.

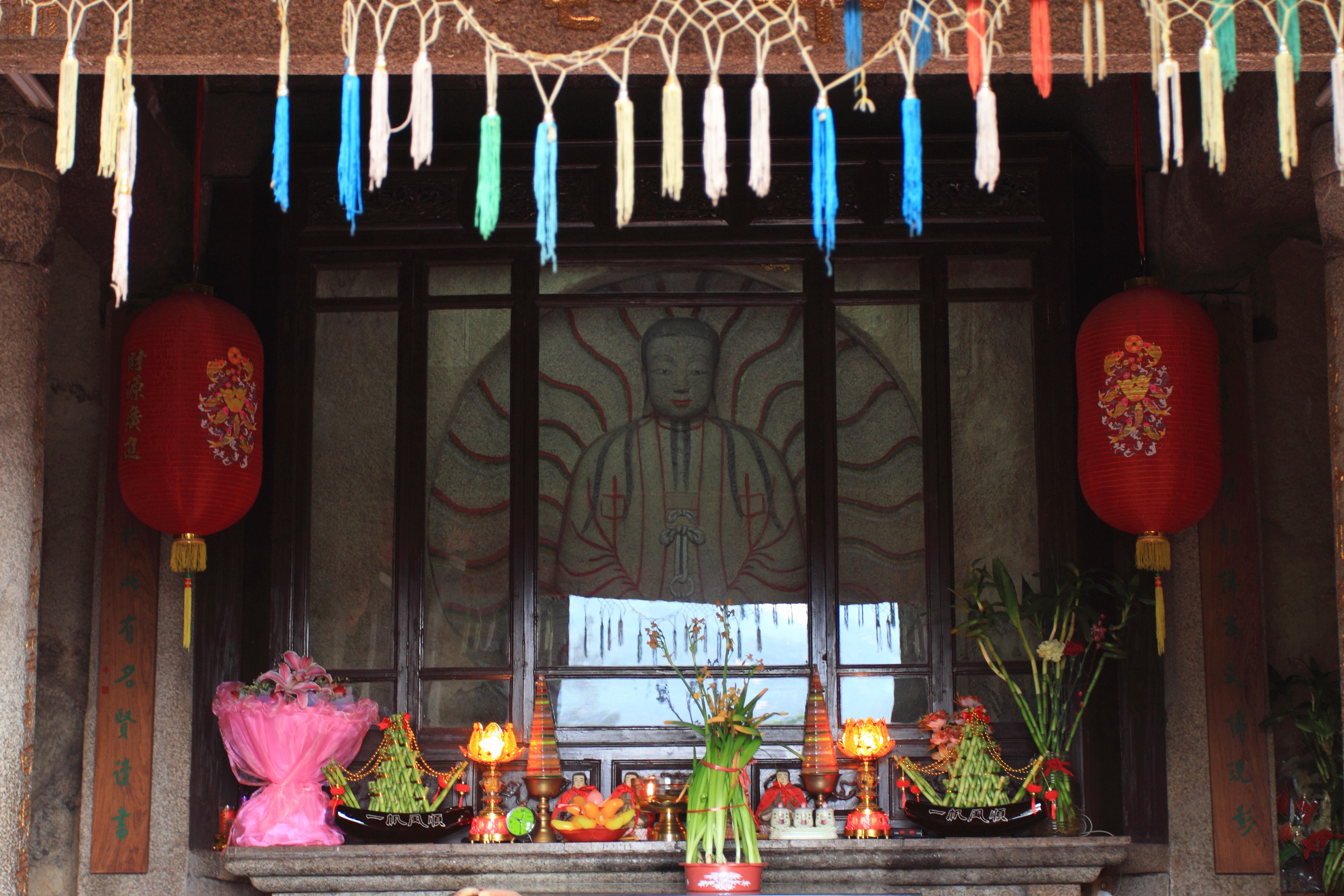
Statua di Mani nel tempio di Cao'an

### Tempio Cao'an
Sulle pendici del Monte Huabiao, nella città di Jinjiang, nella parte sud-occidentale della municipalità, è situato un tempio manicheista risalente alla dinastia Yuan, unico tempio appartenente a questa religione giunto sino ai giorni nostri, sebbene recentemente sia stato utilizzato da buddhisti.
Il tempio, costruito interamente in granito, si differenzia dal punto di vista iconografico dal buddhismo nella raffigurazione del profeta Mani: il rilievo nella sala principale del tempio, a differenza delle raffigurazioni classiche dei Buddha, guarda il fedele negli occhi, e sembra avere barba e capelli lunghi che ricadono sulle spalle.
Il rilievo è inscritto in un'aureola di pietra placcata d'oro dal diametro di 168 centimetri.